# 섀도 헌터스 (보드 게임)

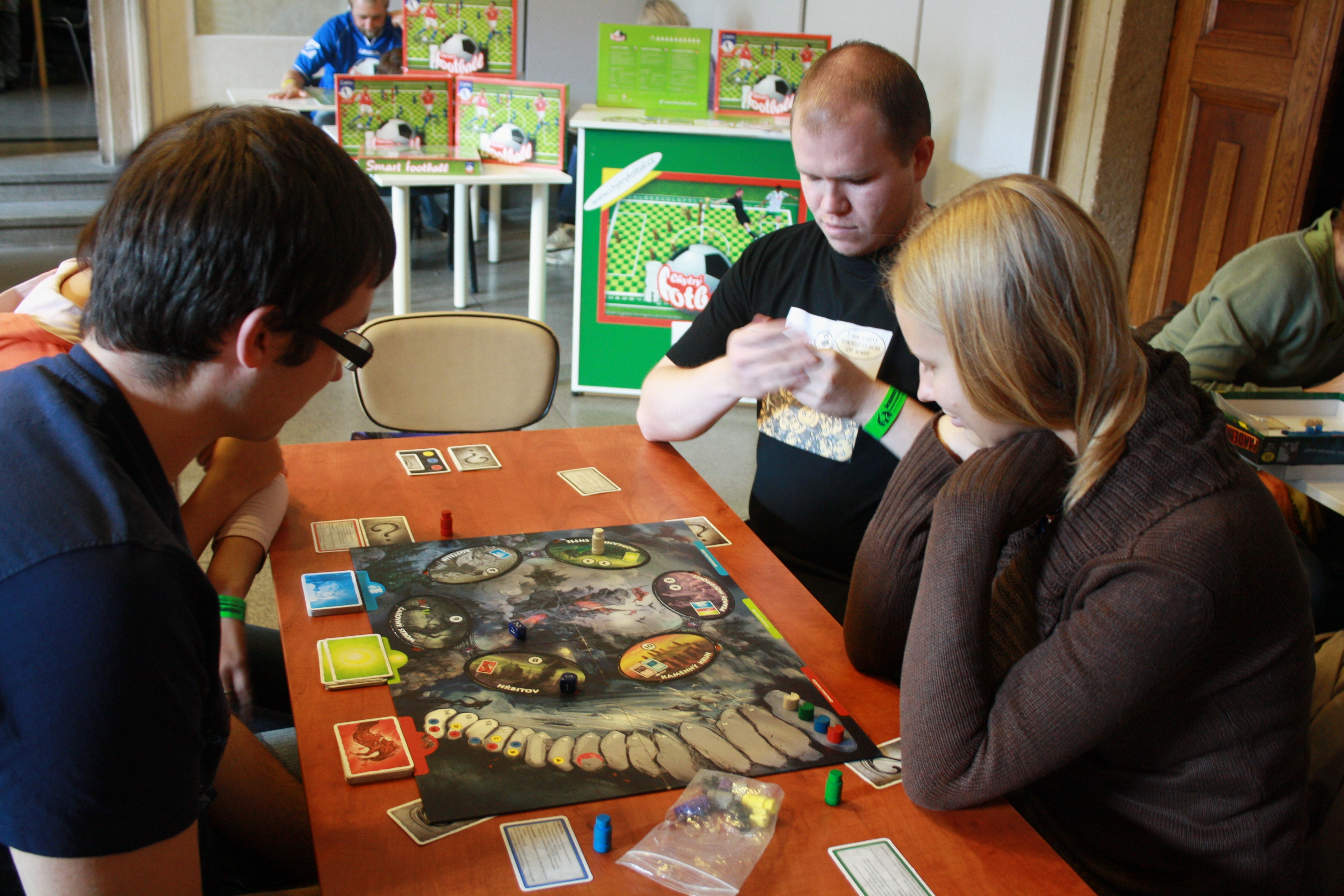
섀도 헌터스를 하는 사람들

섀도 헌터스(일본어: シャドウハンターズ 샤도우한타즈[*])는 2005년 게임 리퍼블릭에 의해 발매된 일본의 보드 게임이다.